# Aerosteon
Aerosteon riocoloradensis
Genre
Espèce
Aerosteon (« os aéré ») est un genre fossile de dinosaures théropodes qui vivait en Argentine au Crétacé supérieur, durant le Campanien, il y a environ 84 à 70 Ma avant notre ère. 
Une seule espèce est connue : Aerosteon riocoloradensis.

## Découverte

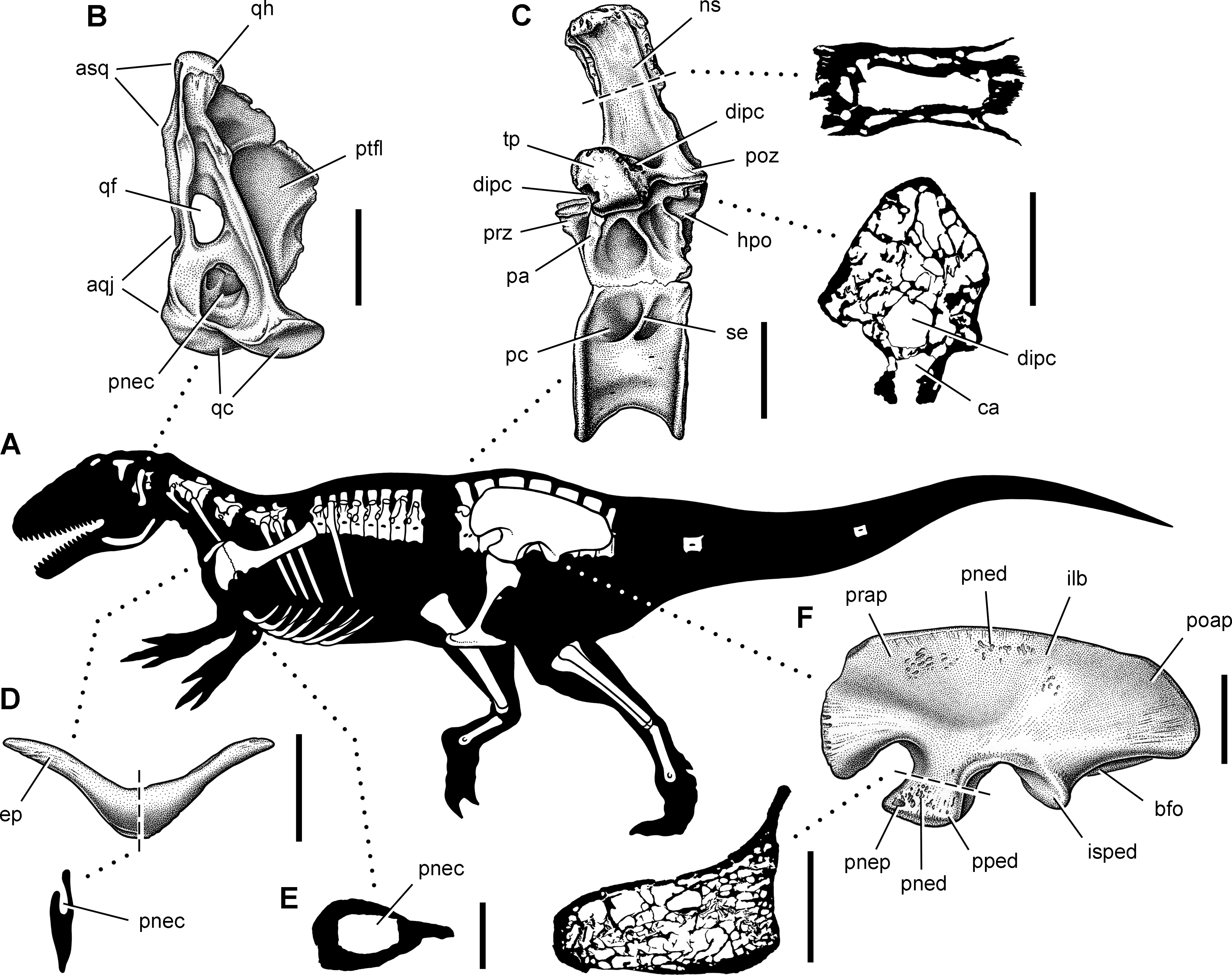
Dessin et position des os retrouvés d'Aerosteon riocoloradensis.

Les restes fossiles d'Aerosteon ont été découverts par Sereno en 2008 en Argentine dans la formation géologique d'Anacleto de la province de Mendoza.

## Description
Aerosteon est un dinosaure bipède carnivore, d'une longueur d'environ 9 mètres (11,5 mètres selon Thomas Holtz), pour une masse d'environ 2 à 2,5 tonnes.
L'holotype, référencé MCNA-PV-3137, est une dent isolée (qui en fait pourrait appartenir à un abelisauridé). Le matériel fossile comprend également quelques os du crâne, des vertèbres du cou, du dos et du sacrum, plusieurs côtes cervicales et dorsales, des gastralia (plaques osseuses dermiques), une fourchette, un scapulocoracoïde gauche, un ilion gauche et un pubis complet.
La fusion imparfaite de certains de ces os indique que l'animal n'était pas encore totalement adulte.

## Physiologie

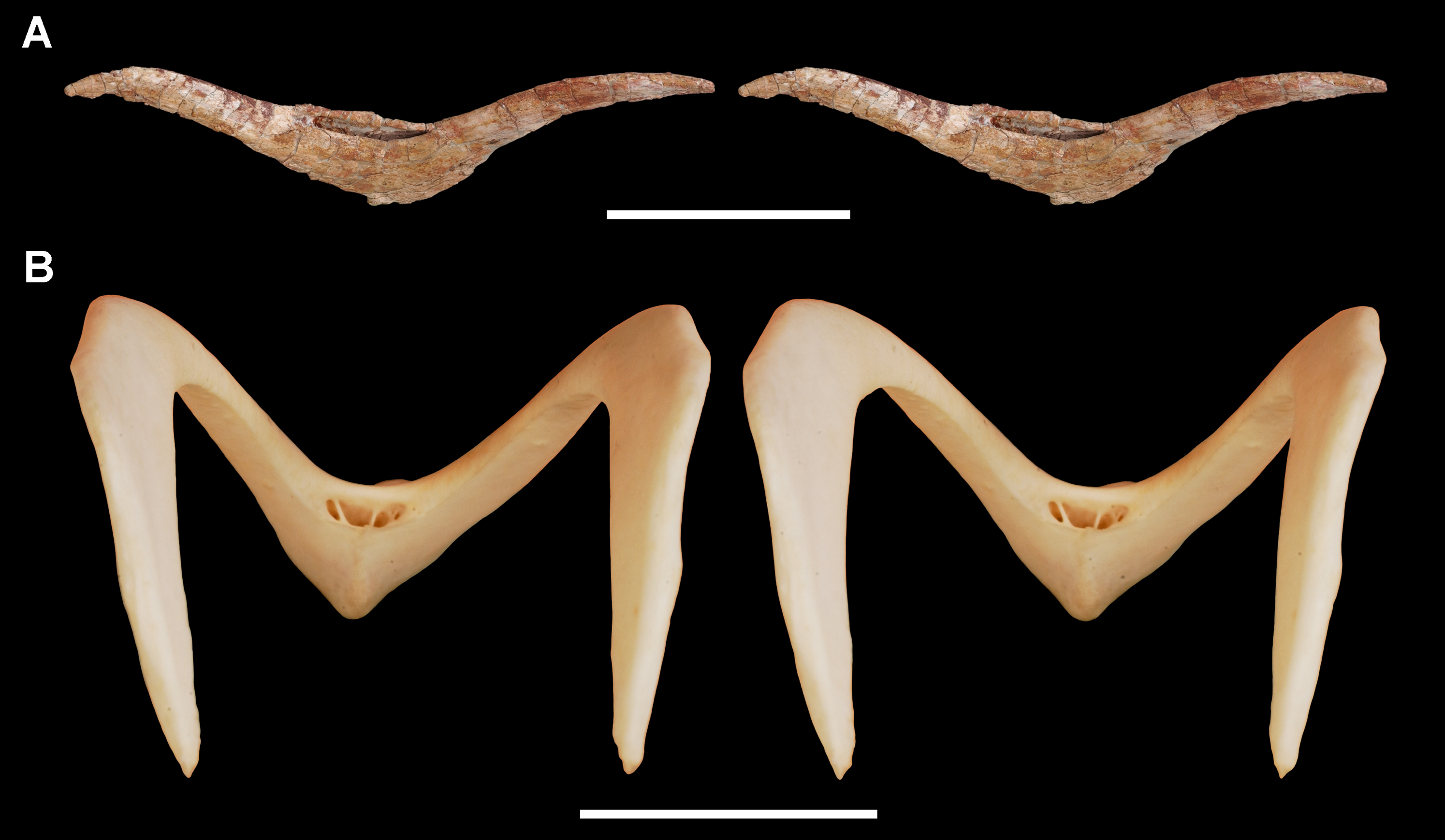
Comparaison des images stéréoscopiques de la fourchette
d'Aerosteon riocoloradense (A) et de la canaroie semipalmée moderne, Anseranas semipalmata (B).
Les barres horizontales mesurent 10 cm en (A) et 2 cm en (B).

Certains des os d'Aerosteon sont pneumatisés, dont des cavités pneumatiques de la fourchette et de l'ilion et la pneumatisation de certains gastralia, ce qui fait pensait que l'animal avait un système respiratoire semblable à celui des oiseaux modernes. Paul Sereno a émis la théorie que ce système respiratoire aurait à l'origine était développé pour réguler la température de l'animal avant d'être coopté pour la respiration.  

### Liex externes
- Paleobiology Database
- Global Biodiversity Information Facility